# シライサン
『シライサン』は、松竹製作により2020年1月10日に全国公開された日本のホラー映画。監督・脚本は安達寛高、主演は飯豊まりえ。小説家・乙一として知られる安達の長編初監督作品となる。
眼球が破裂した遺体が相次いで発見されたことを巡り、親友を目の前で失くした女子大学生が弟を失くした青年とともに事件の真相を追うさまを描く。

## あらすじ
眼球が破裂した遺体が相次いで発見されるという異様ともいえる事件が発生した。遺体で発見された者たちには、息絶える直前に何かに取り憑かれたかのように怯えた様子であったという奇妙な共通点があった。連続で起きたこれらの事件で親友を心不全で眼前で失くした女子大学生の瑞紀は、同じく弟を失くした大学生の鈴木春男とともに大切な人を失った要因を突き止めるために調査に乗り出す。調査を行っている最中に、瑞紀と春男はこれらの連続事件のキーマンとされる詠子という女性の存在を知り訪問するが、程なくして詠子は首吊り自殺を図る。2人は詠子を救出するが、詠子は意識が朦朧としたまま「シライサン……」という謎めいた言葉を呟くのを耳にする。その後、調査の過程において事件のことを耳にした記者の間宮幸太も加わり、更に“シライサン”に関する呪いの核心に迫っていく。それが呪いの渦に巻き込まれる前触れとも知らずに。

## キャスト
- 瑞紀：飯豊まりえ
- 鈴木春男：稲葉友[2]
- 間宮幸太：忍成修吾[4]
- 間宮冬美：谷村美月[4]
- 加藤香奈：江野沢愛美[4]
- 渡辺秀明：染谷将太[4]
- 富田詠子：仁村紗和

## スタッフ
- 監督・脚本：安達寛高（乙一）
- 主題歌：Cö shu Nie 「inertia」（Sony Music Associated Records）
- 製作：大角正
- エグゼクティブプロデューサー：高橋敏弘、森口和則
- ゼネラルプロデューサー：小松貴子
- 企画・プロデュース：武内健
- プロデューサー：藤井宏美、石井稔久
- ラインプロデューサー：鶴岡智之
- 音楽：中川孝
- 監督補：小原直樹
- 撮影監督：金子雅和
- 美術：丸尾知行
- 特殊メイクスーパーバイザー：江川悦子
- 視覚特殊効果：泉谷修
- 照明：吉川慎太郎
- 録音：西條博介
- 特殊メイク：佐々木誠人
- 衣装：乙坂知子
- ヘアメイク：武井あすか
- キャスティング：橋口一成
- 編集：小林由加子
- 制作担当：山内君洋
- 制作プロダクション：トラヴィス
- 配給：松竹メディア事業部
- 製作：松竹

## 小説
映画の原作となる小説は乙一が執筆。乙一による4年振りとなる作品となった。
- 乙一『小説 シライサン』KADOKAWA〈角川文庫〉、2019年11月21日発売[6]、ISBN 978-4-04-108760-2

## 漫画
本作を題材としたコミカライズ『シライサン 〜オカルト女子高生の青い春〜』の単行本が、2019年11月28日に発売された。漫画は崇山祟が担当。乙一が「好き放題暴れてください」と発言し、崇山が「学校で地味な、読書と空想が好きな女の子の青春ものを描きたかった」ことにより、「ホラー漫画でありながら、目立たない生徒たちの青春物語」という内容になっており、「映画本編とは異なるストーリー」が描かれている。漫画はSNS上で反響を得た。
- 乙一（原案）・崇山祟（漫画）『シライサン 〜オカルト女子高生の青い春〜』扶桑社、2019年11月28日発売[8]、ISBN 978-4-594-08340-3